# Малкачан
Малкачан (в середній та верхній течії — Бебє, Кере) — річка в  Магаданській області  Російської Федерації, впадає в Малкачанську затоку  затоки Шеліхова  Охотського моря. Довжина річки з витоком становить 123 км. Площа водозбірного басейну — 1380 км².
Витоки Малкачана лежать на південних схилах колимського хребта  Колимського нагір'я. Живлення річки снігове та дощове. У Малкачані та притоках мешкає східносибірський харіус та строкатоногий бабець (Cottus poecilopus). Влітку на нерест заходять мальма, голець Леванідова (Salvelinus levanidovi), кунджа, кета, горбуша, кижуч та нерка. В озерцях та протоках малкачанської дельти часто зустрічається трьохголчата колючка (Gasterosteus aculeatus).
У пониззі річки лежить велика тундрова ділянка, на території якої організовано заказник регіонального значення «Малкачанська тундра».. У недавньому минулому басейн Малкачана — важливе місце кочівлі евенів-оленярів.

## Дані водного реєстру
За даними державного водного реєстру Росії відноситься до Анадир-Колимського басейнового округу.
За даними геоінформаційної системи водогосподарського районування території РФ, підготовленої Федеральним агентством водних ресурсів:
- Код водного об'єкта в державному водному реєстрі — 19100000112119000138486
- Код за гідрологічною вивченістю (ГВ) — 119013848
- Номер тому з ГВ — 19
- Випуск за ГВ — 0

## Притоки
Об'єкти перераховані за порядком від гирла до витоку.
- 11 км: Малий Малкачан[2] (ліва)
- 50 км: Елген[7] (права)
- 58 км: Хулагакчан[7] (права)
- 67 км: Східна Бебє[7] (ліва)
- 88 км:  Березова[3] (ліва)
- 102 км:  Вєтвіста[3] (ліва)
- 110 км:  Орел[3] (права)